# Італійські імена
Італі́йські імена́ — особові імена і прізвища, які поширені в Італії та серед італійської діаспори в інших країнах. Італійською особове ім'я передує прізвищу, при транскрибуванні цей порядок зберігається.

## Особові імена
Законодавство Італії дозволяє мати не більше трьох особистих імен. Тільки одне з них використовується в повсякденній практиці, інші — тільки в офіційних документах. Нерідкі випадки, коли повсякденне ім'я не вказане в паспорті, але є в свідоцтві про хрещення. Церква дозволяє давати необмежену кількість імен і рекомендує до вибраного імені додавати ім'я святого або святої. Окрім традиції додавати імена відомих святих покровителів, існує також традиція додавати ім'я нещодавно померлого родича, завдяки чому до наших днів дійшли без змін старовинні італійські імена.